# 小林仁 (放送作家)
小林 仁（こばやし ひとし、1971年2月28日 - ）は、関西を拠点に活動する放送作家。オフィス元気所属。京都府京都市出身。血液型A型。ニックネームは「ジン」「コバブ」。

## 来歴
10代の頃はいわゆるハガキ職人で、関西のラジオ番組『MBSヤングタウン』の常連投稿者だった。当時小林が名乗っていたラジオネームは「兎田ピョン」。その後、番組パーソナリティを務めていた嘉門達夫の強い推薦によりヤンタンでアルバイトとして働き始め、そのまま放送作家になる。

## 過去の担当番組

### テレビ番組
- 痛快!明石家電視台（毎日放送）
- スキマだジャルジャル（毎日放送）
- ENT（毎日放送）
- 真夜中市場〜ハイヒールの眠れない夜〜（関西テレビ）
- モモコのOH!ソレ!み〜よ!（関西テレビ）
- あさパラ! （読売テレビ）
- なるほどプレゼンター!花咲かタイムズ（CBCテレビ）
- 元就。（中国放送）
- THE MANZAI（フジテレビ）
- テレビのツボ（毎日放送） - 月曜担当。
- 見参!アルチュン（毎日放送）
- サタモニ! （毎日放送）
- オ・サ・ム（毎日放送）
- 中川家ん! （毎日放送）
- 桃鉄15周年記念番組 桃の陣! 〜西日本オニ退治道中記〜（2003年11月3日 - 2004年1月26日、毎日放送）
- あん! （毎日放送）
- ベリータ（毎日放送）
- ランキンの楽園（毎日放送）
- ごぶごぶ（毎日放送）
- スキマでジャルジャル（毎日放送）
- なまみつ（毎日放送）
- チュー'sDAYコミックス 侍チュート! （毎日放送）
- ナルハヤ! （毎日放送）
- ロケみつ〜ロケ×ロケ×ロケ〜（毎日放送）
- 女の子宣言! アゲぽよTV（毎日放送）
- 関西バンザイTV まぶしいチカラ→千原ジュニアのまぶしいチカラ（毎日放送）
- ガップリ!〜京からよろしく〜（毎日放送）
- ミナミ極楽堂（ABCテレビ）
- 笑瓶・オセロのV。I。ぴ〜（ABCテレビ）
- きになるオセロ（ABCテレビ）
- おはよう朝日です（ABCテレビ）
- THAT'S ENKA TAINMENT〜ちょっと唄っていいかしら?〜（ABCテレビ）
- ABCお笑いグランプリ（ABCテレビ）
- 神出鬼没!乗ってけ!誠タクシー（関西テレビ）
- 太っ腹!紳助ファンど（関西テレビ）
- ファイトマネー（関西テレビ）
- おじょママ!F （関西テレビ）
- GO!GO!ガリバーくん（関西テレビ）
- げんき情報局（関西テレビ）
- げんきの素（関西テレビ）
- あーっとの陣! BACA-JA （2004年 - 2008年、関西テレビ、年に1回11月頃に放送）
- アップ&UP! （関西テレビ）
- 情熱★エンためファクトリー どっキング!!! （関西テレビ）
- 電脳☆GQバトラー!! （読売テレビ）
- なるトモ! （読売テレビ）
- かんさい情報ネットten! （読売テレビ）
- ユーガッタ!CBC （中部日本放送）
- らぶらぶ屋（中部日本放送）
- 晴れドキ（中部日本放送）
- ちきゅう屋駄菓子店（中部日本放送）
- 来る来るミラクル（中部日本放送）
- ラジごめII金曜日の王様（中京テレビ）
- 小堺一機の恋愛専科 色恋ざうるす（中京テレビ）
- ラジごめIIIホンジャマカ共和国（中京テレビ）
- TIM神様の宿題（中国放送）
- なんナン!? （中国放送）

### ラジオ番組
- MBSヤングタウン（MBSラジオ）
- Bフライデースペシャル 陣内・ケンコバ45ラジオ（MBSラジオ）
- ゴーゴーモンキーズ（MBSラジオ）
- ゴチャ・まぜっ!水曜日 （MBSラジオ）
  - また×2ゴチャ・まぜっ!
  - ゴチャ・まぜっ!木曜日
- ゴチャ・まぜっ!日曜日（MBSラジオ）
  - また×3ゴチャ・まぜっ!
- よしもとオンライン大阪 よしもと○○同好会（MBSラジオ） - 水曜担当。
- OBCブンブンリクエスト（ラジオ大阪）
- ラジオよしもと むっちゃ元気! （ラジオ大阪）

## 執筆

### 作詞・脚本
- 宴（1991年3月21日発売、ビクターエンタテインメント） - 嘉門達夫のアルバム。収録曲および収録コントのうち6作品の作詞・脚本を担当。

### 寄稿
- テレビのツボ（1993年8月11日発売、毎日放送テレビ制作局、プラザ、青心社、ISBN 4-87892-043-2）